# Galas Slowakiewicz
Jan Jozef Galas Slowakiewicz (Nowy Targ, 8 de janeiro de 1972) é um traficante e ex-armeiro das Forças Armadas da Polônia e do tráfico da Favela da Alma, no bairro Amendoeira, em São Gonçalo, na Região Metropolitana do Rio, e foi procurado no mundo todo pela Interpol.

## Participação e trabalho no tráfico
Glas consertava armas dos traficantes, sem ganhar nada em troca, para fazer amizade com os criminosos. Na sua prisão Galas disse que não precisava cobrar nada dos traficantes pois sua família lhe enviava dinheiro da Europa.

## Prisão
Galas foi prezo no domingo do dia 31 de agosto de 2014 em São Gonçalo pelo 7° BPM enquanto dormia por ter tido associação com o tráfico de drogas da Favela da Alma e por porte de uma arma de fogo de uso restrito. Mais antes de chegar a Galas, os policias abordaram um dos suspeitos de serem olheiros do tráfico com o nome de Gabriel Jerônimo Felipe, que tinha 18 anos na época, e foi ele que revelou aos agentes onde se localizava a casa de Galas.
Em sua casa a policia encontrou além dele, um fuzil 762, uma carabina, 258 cápsulas de cocaína em pó, uma balança de alta precisão e material para endolação.

## Identificação
De acordo com a Polícia Civil, o polonês ainda mentiu para a PM seu nome e nacionalidade, alegando ser Ucraniano, mas acabou sendo desmascarado. A policia identificou que o polonês ainda veio de forma clandestina ao Brasil e viajou com um passaporte falso.
O polonês se apresentou para a Polícia Militar inicialmente como Rikardo Talinowski, de 40 anos. Na delegacia, se desmascarou e afirmou que sua identidade era Stanislaw Galas, de 31 anos.

## Tatuagens
O que mais chamou a atenção dos policias no caso de Galas foram as tatuagens que ele portava no corpo que são duas pistolas que ele tem tatuadas nas nádegas, ele também tem a palavra "doido" escrito no peito em inglês e nas costas, Hombre Bueno, que em espanhol significa "Homem Bom".

## Possíveis fugas da Favela Rocinha
A Polícia Civil analisou a informação de que Galas poderia ter fugido da Favela da Rocinha durante a ocupação da favela em 2011.

## Curiosidades
- Galas era ex-armeiro das Forças Armadas da Polónia antes de fugir para o Brasil.
- Gabriel Jerônimo Felipe era cunhado de Galas e teria dedurado e mostrado a casa a policia.[1]

.